# سالاندرا
سالاندرا (به ایتالیایی: Salandra) یک کومونه در ایتالیا است که در استان ماترا واقع شده‌است.

## خصوصیات
سالاندرا ۷۷٫۴۴ کیلومترمربع مساحت و ۳٬۰۰۷ نفر جمعیت دارد و ۵۹۸ متر بالاتر از سطح دریا واقع شده‌است.